# Katherine Endacott

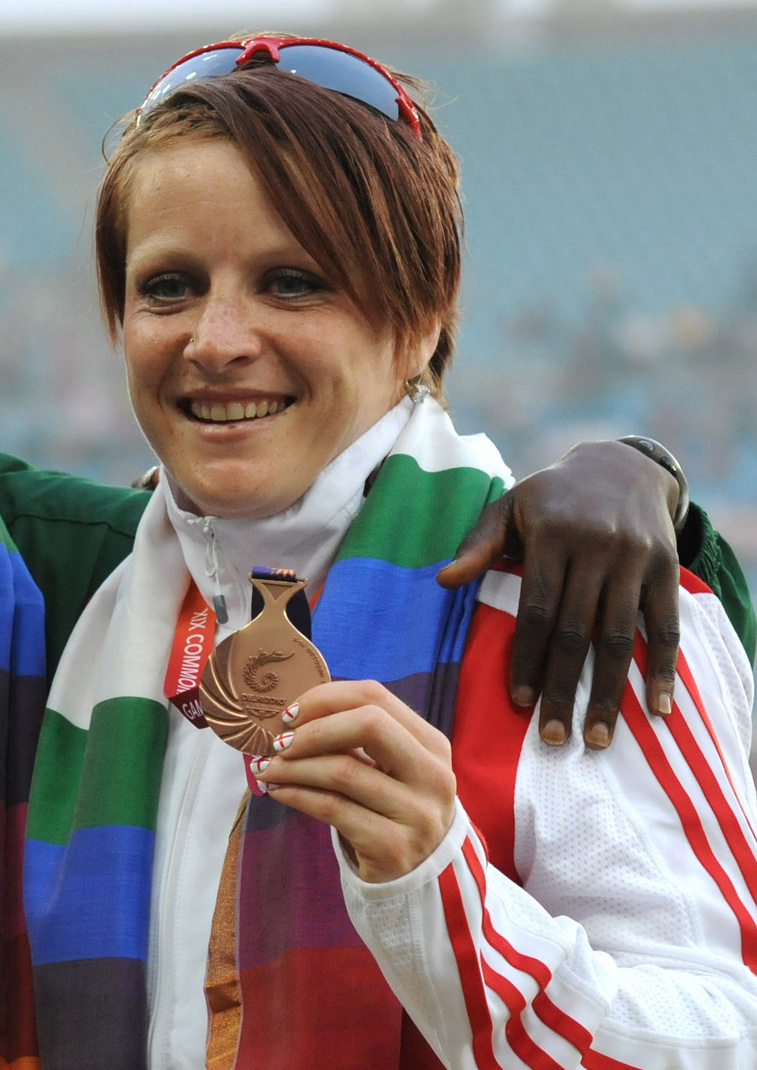
Katherine Endacott, 2010

Katherine Endacott (* 29. Januar 1980) ist eine britische Sprinterin.
2005 schied sie bei den Leichtathletik-Weltmeisterschaften in Helsinki mit der britischen Mannschaft im Vorlauf der 4-mal-100-Meter-Staffel aus.
Bei den Commonwealth Games 2010 in Neu-Delhi gewann sie Silber über 100 m und Gold mit der englischen 4-mal-100-Meter-Stafette.

## Bestzeiten
- 60 m (Halle): 7,34 s, 13. Februar 2005, Sheffield
- 100 m: 11,44 s, 7. Oktober 2010, Neu-Delhi
- 200 m: 23,56 s, 15. August 2010, Bedford
  - Halle: 23,57 s, 14. Februar 2010, Sheffield